# Welsh Highland Railway
| Ein Zug hinter Garratt-Lokomotive 138 in Rhyd Ddu |                     |                                            |                                            |
| Historischer Streckenverlauf von Dinas nach Porthmadog |                     |                                            |                                            |
| Streckenlänge: | 40 km               |                                            |                                            |
| Spurweite: | 597 mm (Schmalspur) |                                            |                                            |
| Maximale Neigung: | 12 ‰                |                                            |                                            |
| Minimaler Radius: | 58 m                |                                            |                                            |
| |                     |                                            |                                            |
| \| \| 0,0 \| Caernarfon \| 7 m ü. M. \| \| \| \| St. Helens´Road \| \| \| \| \| CLS Caernarfon to Llanberis Line \| \| \| \| \| Afon Seiont \| \| \| \| \| Coed Helen Lane \| \| \| \| \| Pant Road \| \| \| \| \| A487 \| \| \| \| 2,6 \| Bontnewydd \| Bontnewydd \| \| \| \| Afon Gwyrfai (35 m) \| \| \| \| 4,2 \| Dinas \| 55 m ü. M. \| \| \| \| Ty´n Lane \| \| \| \| \| A4871 \| \| \| \| \| \| \| \| \| \| Tai Newyddion \| \| \| \| \| \| \| \| \| \| Tryfan Junction \| \| \| \| \| A4085 \| \| \| \| 10,2 \| Waunfawr \| 129 m ü. M. \| \| \| \| Afon Gwyrfai (20 m) \| \| \| \| \| A4085 \| \| \| \| \| \| \| \| \| \| Afon Gwyrfai (17 m) \| \| \| \| \| Plas y Nant \| \| \| \| \| A4085 \| \| \| \| \| Nant Manllyn \| \| \| \| \| Ceunant Mawr \| \| \| \| 15,8 \| Snowdon Ranger \| 158 m ü. M. \| \| \| \| Afon Treweunydd \| \| \| \| 19,2 \| Rhyd Ddu \| 195 m ü. M. \| \| \| \| A4085 \| \| \| \| \| Afon Cwm Du \| \| \| \| \| Afon Hafod-Ruffydd-isaf \| \| \| \| \| Meillionen (Forest Campsite) \| \| \| \| \| Afon Glochig \| \| \| \| \| 3x Nant Cwmcloch \| \| \| \| 27,7 \| Beddgelert \| 55 m ü. M. \| \| \| \| T1 \| \| \| \| \| A498 \| \| \| \| \| Afon Glaslyn \| \| \| \| \| T2 \| \| \| \| \| T3 \| \| \| \| \| T4 Long Tunnel (360 m) \| \| \| \| \| \| \| \| \| 30,3 \| Nantmor \| Nantmor \| \| \| \| A4085 \| \| \| \| \| Nanmor \| \| \| \| \| Afon Dylif \| \| \| \| \| Croesor Tramway \| \| \| \| \| Afon Glaslyn (67 m) \| \| \| \| 36,3 \| Pont Croesor \| 4 m ü. M. \| \| \| 38,9 \| Verbindung zur Stammstrecke der WHHR \| Verbindung zur Stammstrecke der WHHR \| \| \| \| Pen-y-Mount \| \| \| \| \| A487 \| \| \| \| \| Gelert Farm \| \| \| \| \| Porthmadog WHHR \| \| \| \| \| Bahnstrecke Pwllheli–Aberystwyth \| \| \| \| \| Llyn Bach (36 m) \| \| \| \| 40,2 \| Porthmadog Harbour Station \| 5 m ü. M. \| \| \| \| Ffestiniog Railway nach Blaenau Ffestiniog \| \| \| \| \| \| \| \| Quellen: [1] \| \| \| \| |                     |                                            |                                            |
| Kopfbahnhof Streckenanfang | 0,0                 | Caernarfon                                 | 7 m ü. M.                                  |
| Strecke mit Straßenbrücke |                     | St. Helens´Road                            | St. Helens´Road                            |
| Abzweig geradeaus und ehemals nach links |                     | CLS Caernarfon to Llanberis Line           | CLS Caernarfon to Llanberis Line           |
| Brücke über Wasserlauf |                     | Afon Seiont                                | Afon Seiont                                |
| Strecke mit Straßenbrücke |                     | Coed Helen Lane                            | Coed Helen Lane                            |
| Strecke mit Straßenbrücke |                     | Pant Road                                  | Pant Road                                  |
| Brücke |                     | A487                                       | A487                                       |
| Haltepunkt / Haltestelle | 2,6                 | Bontnewydd                                 | Bontnewydd                                 |
| Brücke über Wasserlauf |                     | Afon Gwyrfai (35 m)                        | Afon Gwyrfai (35 m)                        |
| Bahnhof | 4,2                 | Dinas                                      | 55 m ü. M.                                 |
| Strecke mit Straßenbrücke |                     | Ty´n Lane                                  | Ty´n Lane                                  |
| Strecke mit Straßenbrücke |                     | A4871                                      | A4871                                      |
| Strecke mit Straßenbrücke |                     |                                            |                                            |
| Strecke mit Straßenbrücke |                     | Tai Newyddion                              | Tai Newyddion                              |
| Strecke mit Straßenbrücke |                     |                                            |                                            |
| Haltepunkt / Haltestelle |                     | Tryfan Junction                            | Tryfan Junction                            |
| Strecke mit Straßenbrücke |                     | A4085                                      | A4085                                      |
| Bahnhof | 10,2                | Waunfawr                                   | 129 m ü. M.                                |
| Brücke über Wasserlauf |                     | Afon Gwyrfai (20 m)                        | Afon Gwyrfai (20 m)                        |
| Strecke mit Straßenbrücke |                     | A4085                                      | A4085                                      |
| Strecke mit Straßenbrücke |                     |                                            |                                            |
| Brücke über Wasserlauf |                     | Afon Gwyrfai (17 m)                        | Afon Gwyrfai (17 m)                        |
| Haltepunkt / Haltestelle |                     | Plas y Nant                                | Plas y Nant                                |
| Strecke mit Straßenbrücke |                     | A4085                                      | A4085                                      |
| Brücke über Wasserlauf |                     | Nant Manllyn                               | Nant Manllyn                               |
| Brücke über Wasserlauf |                     | Ceunant Mawr                               | Ceunant Mawr                               |
| Haltepunkt / Haltestelle | 15,8                | Snowdon Ranger                             | 158 m ü. M.                                |
| Brücke über Wasserlauf |                     | Afon Treweunydd                            | Afon Treweunydd                            |
| Bahnhof | 19,2                | Rhyd Ddu                                   | 195 m ü. M.                                |
| Strecke mit Straßenbrücke |                     | A4085                                      | A4085                                      |
| Brücke über Wasserlauf |                     | Afon Cwm Du                                | Afon Cwm Du                                |
| Brücke über Wasserlauf |                     | Afon Hafod-Ruffydd-isaf                    | Afon Hafod-Ruffydd-isaf                    |
| Haltepunkt / Haltestelle |                     | Meillionen (Forest Campsite)               | Meillionen (Forest Campsite)               |
| Brücke über Wasserlauf |                     | Afon Glochig                               | Afon Glochig                               |
| Brücke über Wasserlauf |                     | 3x Nant Cwmcloch                           | 3x Nant Cwmcloch                           |
| Bahnhof | 27,7                | Beddgelert                                 | 55 m ü. M.                                 |
| Tunnel |                     | T1                                         | T1                                         |
| Strecke mit Straßenbrücke |                     | A498                                       | A498                                       |
| Brücke über Wasserlauf |                     | Afon Glaslyn                               | Afon Glaslyn                               |
| Tunnel |                     | T2                                         | T2                                         |
| Tunnel |                     | T3                                         | T3                                         |
| Tunnel |                     | T4 Long Tunnel (360 m)                     | T4 Long Tunnel (360 m)                     |
| Brücke über Wasserlauf |                     |                                            |                                            |
| Haltepunkt / Haltestelle | 30,3                | Nantmor                                    | Nantmor                                    |
| Brücke |                     | A4085                                      | A4085                                      |
| Brücke über Wasserlauf |                     | Nanmor                                     | Nanmor                                     |
| Brücke über Wasserlauf |                     | Afon Dylif                                 | Afon Dylif                                 |
| Abzweig geradeaus und ehemals von links |                     | Croesor Tramway                            | Croesor Tramway                            |
| Brücke über Wasserlauf |                     | Afon Glaslyn (67 m)                        | Afon Glaslyn (67 m)                        |
| Bahnhof | 36,3                | Pont Croesor                               | 4 m ü. M.                                  |
| Strecke von links · Abzweig geradeaus und nach rechts | 38,9                | Verbindung zur Stammstrecke der WHHR       | Verbindung zur Stammstrecke der WHHR       |
| Bahnhof · Strecke |                     | Pen-y-Mount                                | Pen-y-Mount                                |
| Strecke mit Straßenbrücke · Strecke mit Straßenbrücke |                     | A487                                       | A487                                       |
| Bahnhof · Strecke |                     | Gelert Farm                                | Gelert Farm                                |
| Kopfbahnhof Streckenende · Strecke |                     | Porthmadog WHHR                            | Porthmadog WHHR                            |
| Kreuzung |                     | Bahnstrecke Pwllheli–Aberystwyth           | Bahnstrecke Pwllheli–Aberystwyth           |
| Brücke über Wasserlauf |                     | Llyn Bach (36 m)                           | Llyn Bach (36 m)                           |
| Bahnhof | 40,2                | Porthmadog Harbour Station                 | 5 m ü. M.                                  |
| Strecke |                     | Ffestiniog Railway nach Blaenau Ffestiniog | Ffestiniog Railway nach Blaenau Ffestiniog |
| |                     |                                            |                                            |
| Quellen: |                     |                                            |                                            |

Die Welsh Highland Railway (WHR) ist eine Schmalspurbahn mit einer exakten Spurweite von 1 ft 11½ in (597 mm), und gemäß Konzession mit einer nominellen Spurweite von 1 ft 11 5/8 in (600 mm) im walisischen County Gwynedd, Großbritannien. Die 1923 fertiggestellte und schon 1937 wieder stillgelegte Strecke von Dinas nach Porthmadog wurde seit 1994 unter anderem mit EU-Mitteln und Fördergeldern aus der staatlichen Lotterie (Millennium Commission) wieder aufgebaut beziehungsweise um einen ehemaligen Normalspurabschnitt zwischen Caernarfon und Dinas erweitert.

## Geschichte

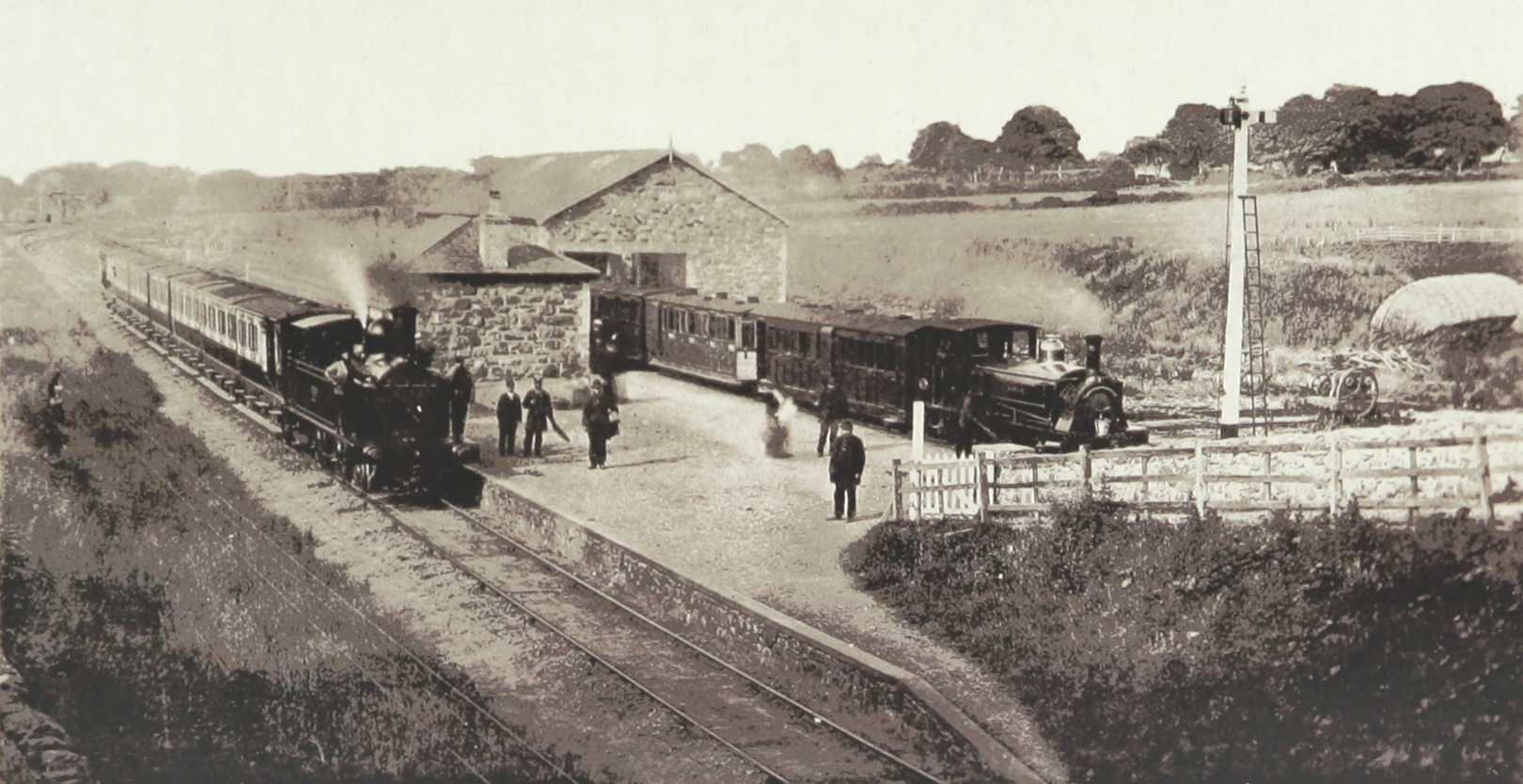
Züge der LNWR und der NWNGR im Bahnhof Dinas (1883)

Die Welsh Highland Railway entstand durch Zusammenschluss dreier älterer Bahngesellschaften:
- Die Croesor Tramway verband seit 1863 als Pferdebahn die Schieferbrüche beim Dorf Croesor mit Porthmadog.
- Die North Wales Narrow Gauge Railways (NWNGR) eröffneten 1877 die Strecke von Dinas Junction nach Rhyd Ddu südwestlich des Snowdon.
- Die Portmadoc, Beddgelert and South Snowdon Railway (PBSSR) übernahm 1901 die Croesor Tramway und begann 1902 mit dem Bau der Verbindung nach Rhyd Ddu über Beddgelert; diese wurde wegen rechtlicher Probleme und dem Beginn des Ersten Weltkriegs jedoch nicht fertiggestellt.

Am 30. März 1922 wurde die Welsh Highland Railway gegründet. Sie übernahm rückwirkend zum 1. Januar 1922 die NWNGR und PBSSR. Die Verbindungsstrecke war Anfang Mai 1923 fertig und wurde nach Testfahrten am 1. Juni 1923 offiziell eröffnet.
Die Gesellschaft befand sich von Anfang an in wirtschaftlichen Schwierigkeiten. Sie konnte weder eine Dividende auf ihre Aktien zahlen noch Zinsen für die ausgegebenen Schuldverschreibungen. Daher wurde im März 1927 ein Konkursverwalter eingesetzt. Der Betrieb ging jedoch weiter.
1934 pachtete die benachbarte Ffestiniog Railway die WHR für 42 Jahre. Der Versuch, die Strecke für Touristen attraktiver zu machen, scheiterte jedoch. Der letzte Personenzug verkehrte im September 1936, und im Februar 1937 wurde der Verkehr ganz eingestellt. Der Pachtvertrag der Ffestiniog Railway endete am 4. November 1942 durch ein Gerichtsurteil.

## Wiederaufbau

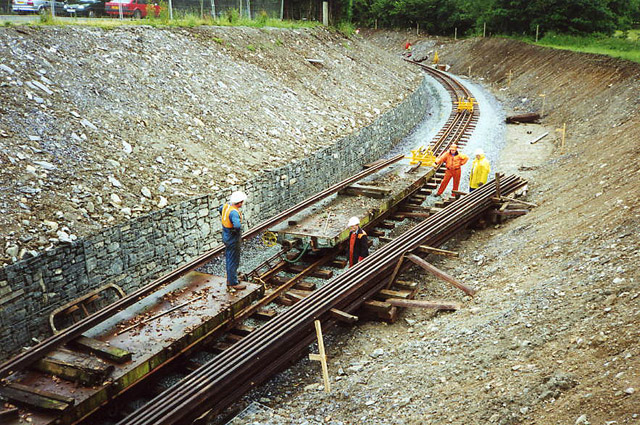
Gleisbau bei Dinas, Juli 2000

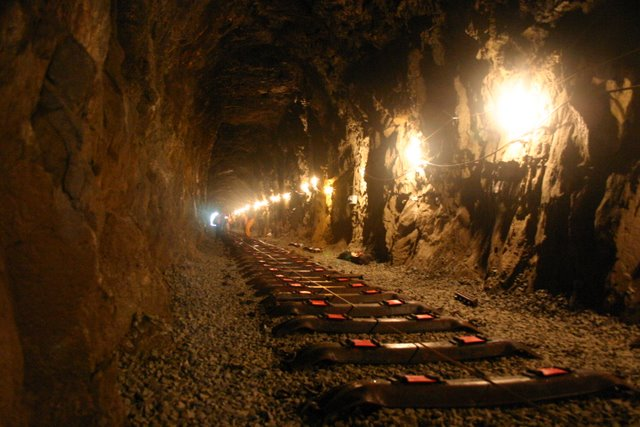
Neu ausgelegte Schwellen im Tunnel 4 am Aberglaslyn-Pass

Bereits seit den 1960er-Jahren gab es Bestrebungen, die Welsh Highland Railway wieder aufzubauen, was zur Gründung der Welsh Highland Light Railway (1964) Co Ltd führte (später in Welsh Highland Railway Ltd umbenannt). Diese Gesellschaft errichtete in Porthmadog eine Abstellhalle und Werkstätte für ihre Fahrzeugsammlung und eine kurze Strecke als Operationsbasis für dieses Vorhaben.
Im Zuge der Wiederaufbauprojekte der WHR arbeitete die Ffestiniog Railway zeitweise aus Mitbewerbsfurcht gegen den Wiederaufbau der Welsh Highland Railway. 1990 wurde bekannt, dass die Ffestiniog Railway in den 1980er-Jahren dem Konkursverwalter ein anonymes Gebot für die Trasse unterbreitet hat; dieses, wie später veröffentlichte Korrespondenz belegt, offenbar mit dem Ziel, den Wiederaufbau der Bahn zu verhindern.
Wenige Jahre später war offensichtlich die Sorge vor der Konkurrenz durch eine weitere lange Schmalspurbahn in der Nachbarschaft gewichen. Die Ffestiniog Railway bewarb sich 1994 neuerlich und diesmal erfolgreich um die Trasse, nun aber mit dem ausdrücklichen Ziel, von Caernarfon ausgehend die Bahn wieder aufzubauen. Diese auch politisch höchst kontrovers aufgenommene Entscheidung führte zu einer angespannten Situation zwischen den beiden Gesellschaften. Ende 1997 kam es zu einer Übereinkunft zwischen der Ffestiniog Railway als Übernehmer der WHR-Trasse und der Welsh Highland Railway Ltd. Dabei wurde unter anderem festgelegt, dass die Welsh Highland Railway Ltd. mit ihren Zügen auch die von der Ffestiniog Railway übernommene Strecke der alten WHR nutzen dürfte. Bislang konnten sich beide Organisationen noch nicht über alle Details betreffend die Realisierung dieses Vertragspunktes einigen. Es lief 2009 ein außergerichtliches Streitschlichtungsverfahren.
Zwischen 1997 und 2004 wurden von Caernarfon ausgehend die ersten Abschnitte der Welsh Highland Railway (Caernarfon) durch die Ffestinog Railway Company eröffnet. Im Bereich Porthmadog nahm die Gesellschaft von 1964, nunmehr zur besseren Unterscheidung vom Betrieb in Caernarfon als Welsh Highland Railway (Porthmadog) benannt, die Bauarbeiten auf. Der Zusammenschluss mit der Ffestiniog Railway wurde im Februar 2009 im Hafenbahnhof von Porthmadog gefeiert, und die Bahn wurde 2011 für durchgehende Personenzüge eröffnet. Nach Eröffnung der durchgehenden Strecke dient die WHR nun auch der Verkehrserschließung des Snowdonia-Nationalparks.

### Die Bahn heute

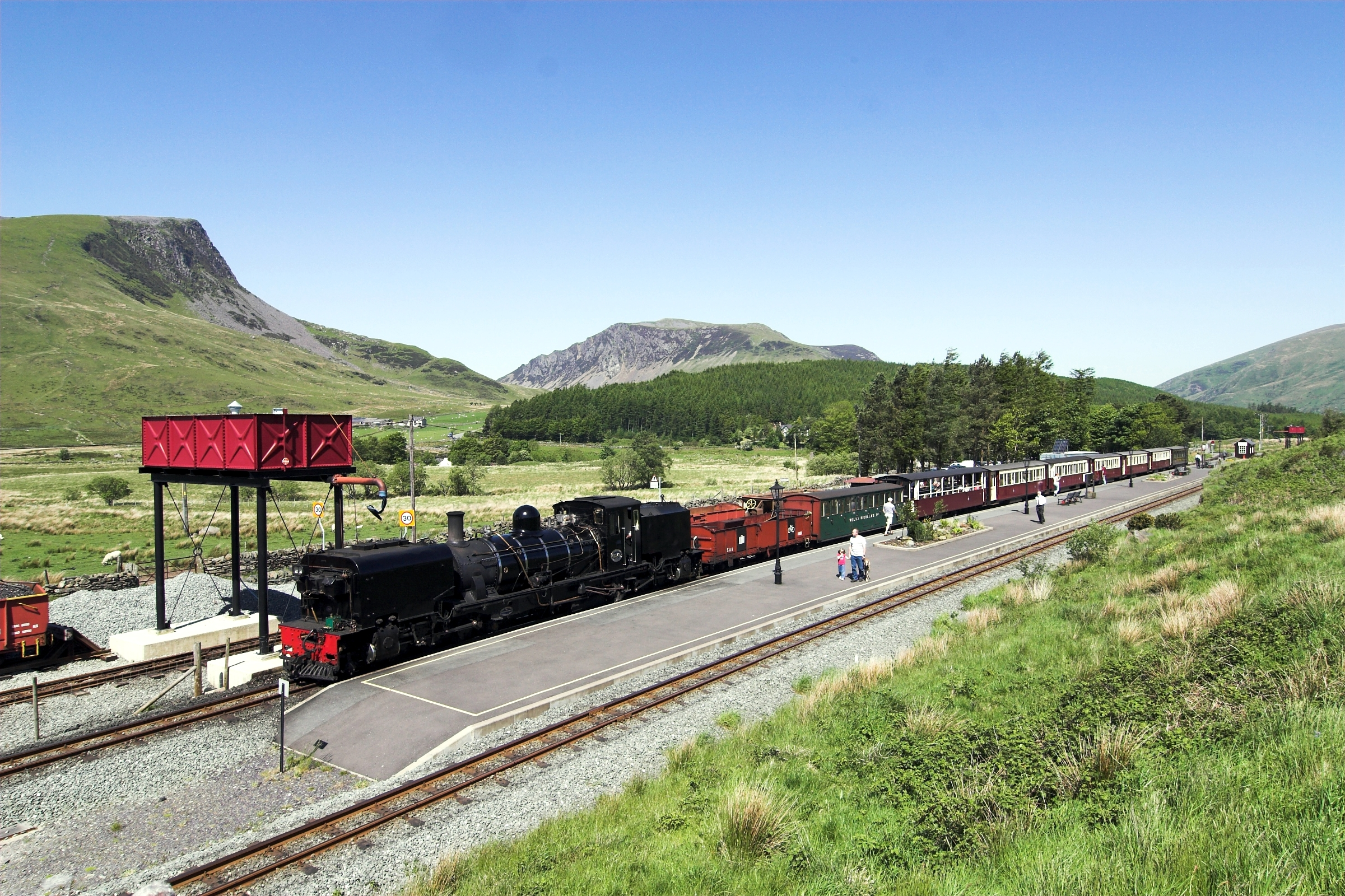
Zug mit Garratt NGG 143 im Bahnhof Rhyd Ddu

Die Ffestiniog Railway betreibt ihre klassische eigene Strecke von Porthmadog nach Blaenau Ffestiniog sowie die wiederaufgebaute WHR von Caernarfon nach Porthmadog. 2013 und 2014 wurde der Hafenbahnhof in Porthmadog erweitert und jeweils eigene Bahnsteige für beide Bahnen errichtet.
Die Welsh Highland Railway (Porthmadog) hat sich inzwischen in Welsh Highland Heritage Railway (WHHR) umbenannt und betreibt in Porthmadog ein Eisenbahnmuseum und einen kurzen eigenen Streckenabschnitt parallel zur WHR-Trasse. An dessen nördlichem Ende gibt es eine zu besonderen Anlässen genutzte Verbindung zwischen beiden Bahnen.

## Fahrzeuge
Die Welsh Highland Railway ist für Eisenbahnfreunde unter anderem auch deswegen von hohem Interesse, weil sie sechs Exemplare der in Europa eher selten verwendeten Garratt-Gelenkbauart in ihrem Bestand führt. Neben fünf Lokomotiven der Klasse NGG 16 der South African Railways befindet sich auch die Lokomotive K1 der Tasmanian Government Railways, die erstgebaute Lokomotive dieser Bauart, auf der WHR.
Des Weiteren besitzt die WHR zwei Maschinen der ebenfalls aus Südafrika stammenden und in Belgien gebauten SAR-Klasse NG 15, von denen eine, namentlich NG 134, seit 2025 betriebsfähig ist. Lokomotiven der Ffestiniog Railway kommen zu besonderen Anlässen ebenso zum Einsatz wie Gastlokomotiven. Ergänzend zum Dampfbetrieb stehen für Schwachlastzeiten und Bauzugdienste mehrere Diesellokomotiven auf der WHR im Einsatz.
Die Welsh Highland Heritage Railway, die sich als Bewahrerin des historischen Erbes der alten WHR versteht, besitzt neben mehreren ebenfalls aus verschiedenen Staaten des Commonwealth of Nations stammenden Dampflokomotiven auch die Tenderlokomotive Russell. Die 1'C1'-Maschine ist die letzte noch existierende Originallokomotive der alten WHR.

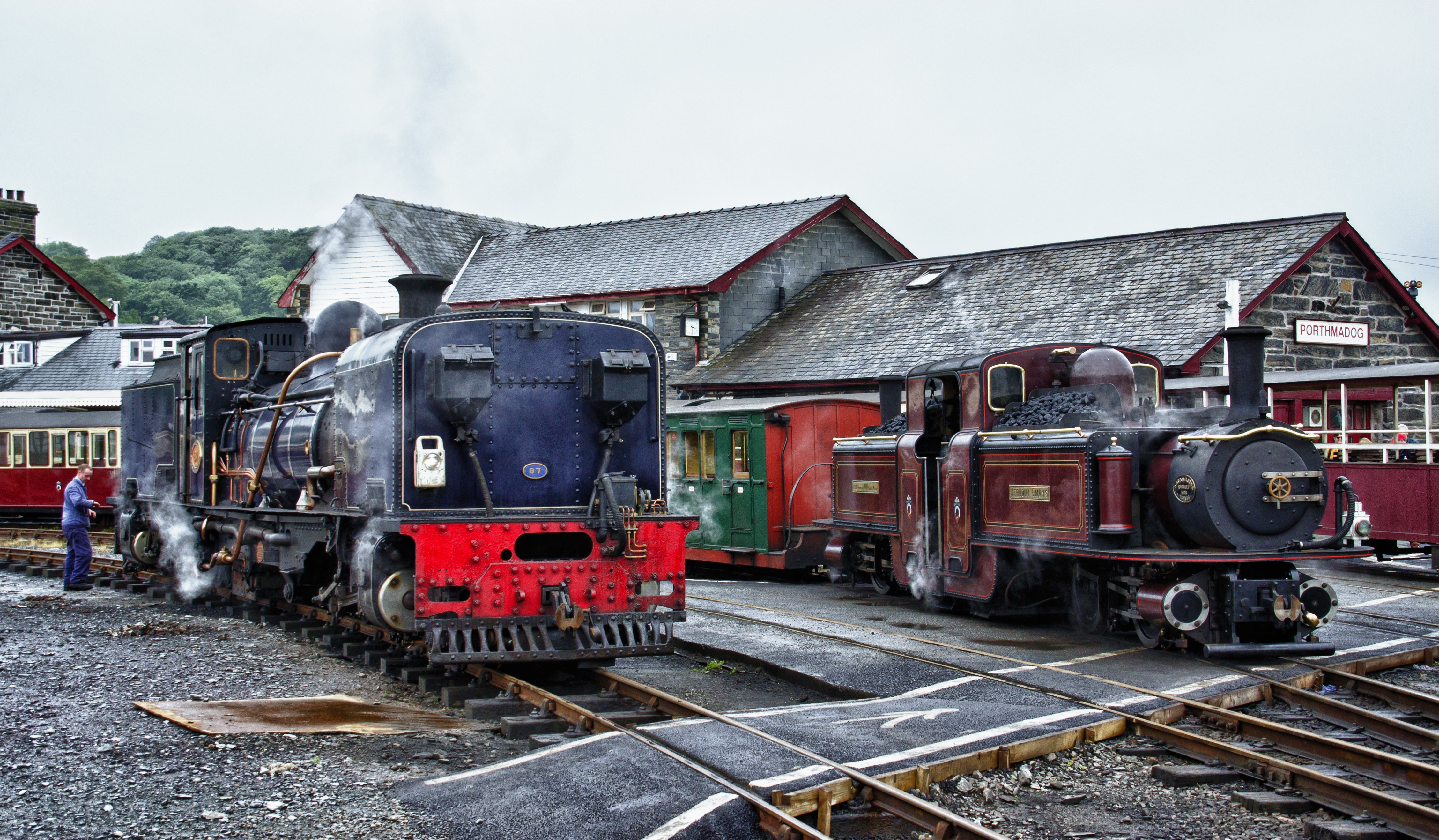
Garratt-Dampflok NGG 87 und Double-Fairlie Merddin Emrys im Hafenbahnhof von Porthmadog
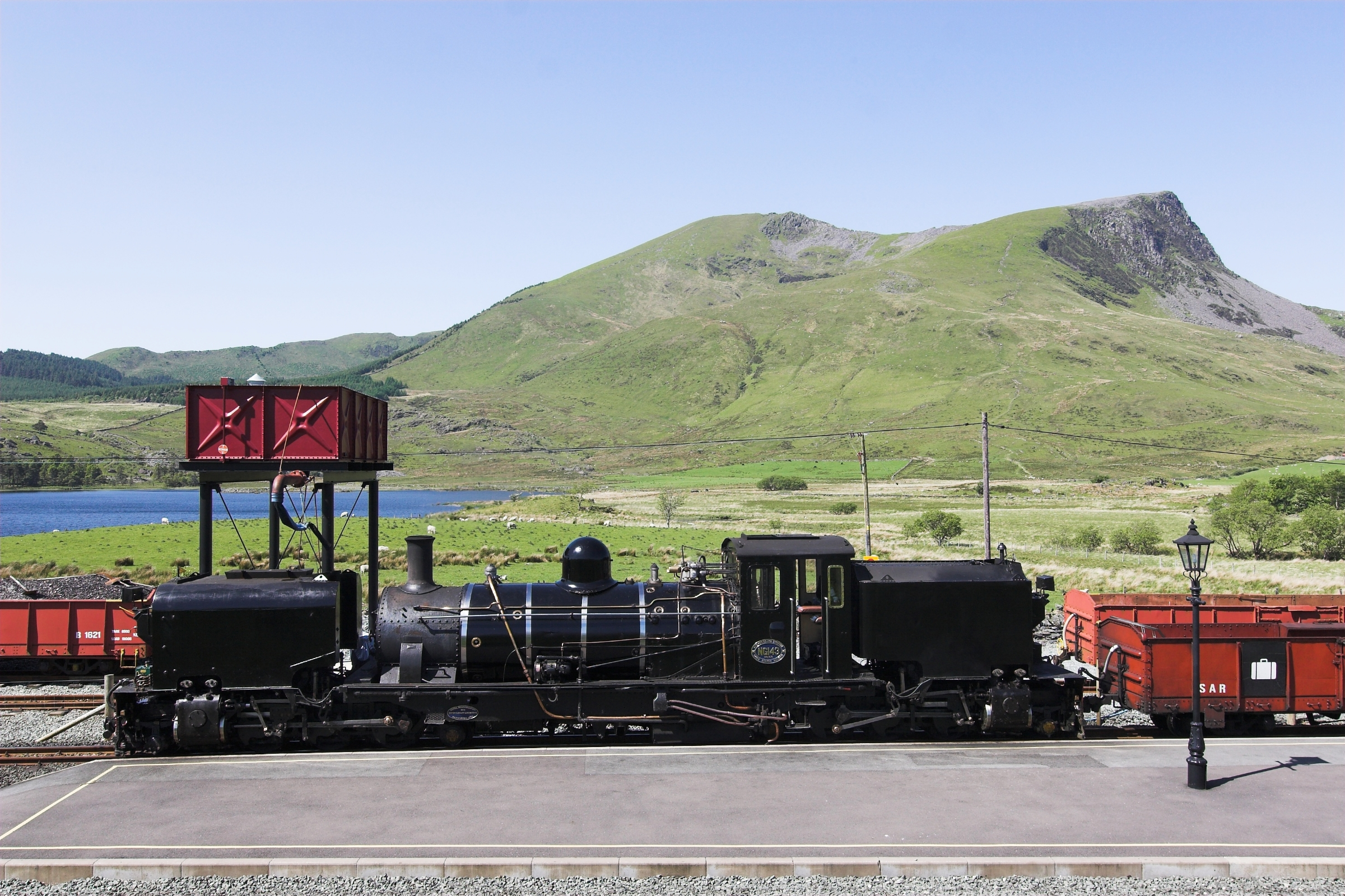
Garratt-Dampflok NGG 143
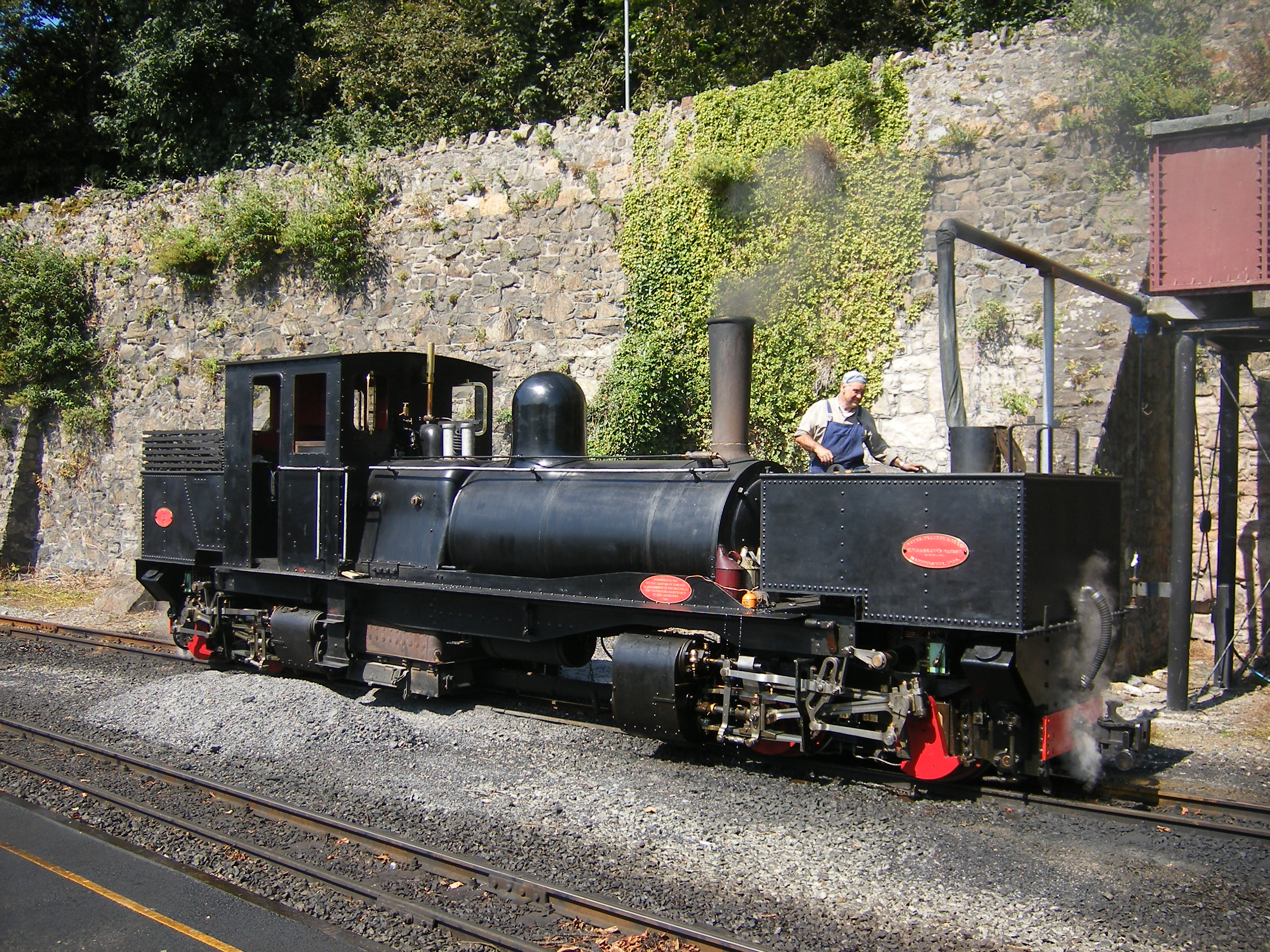
Tasmanische Ur-Garratt K1
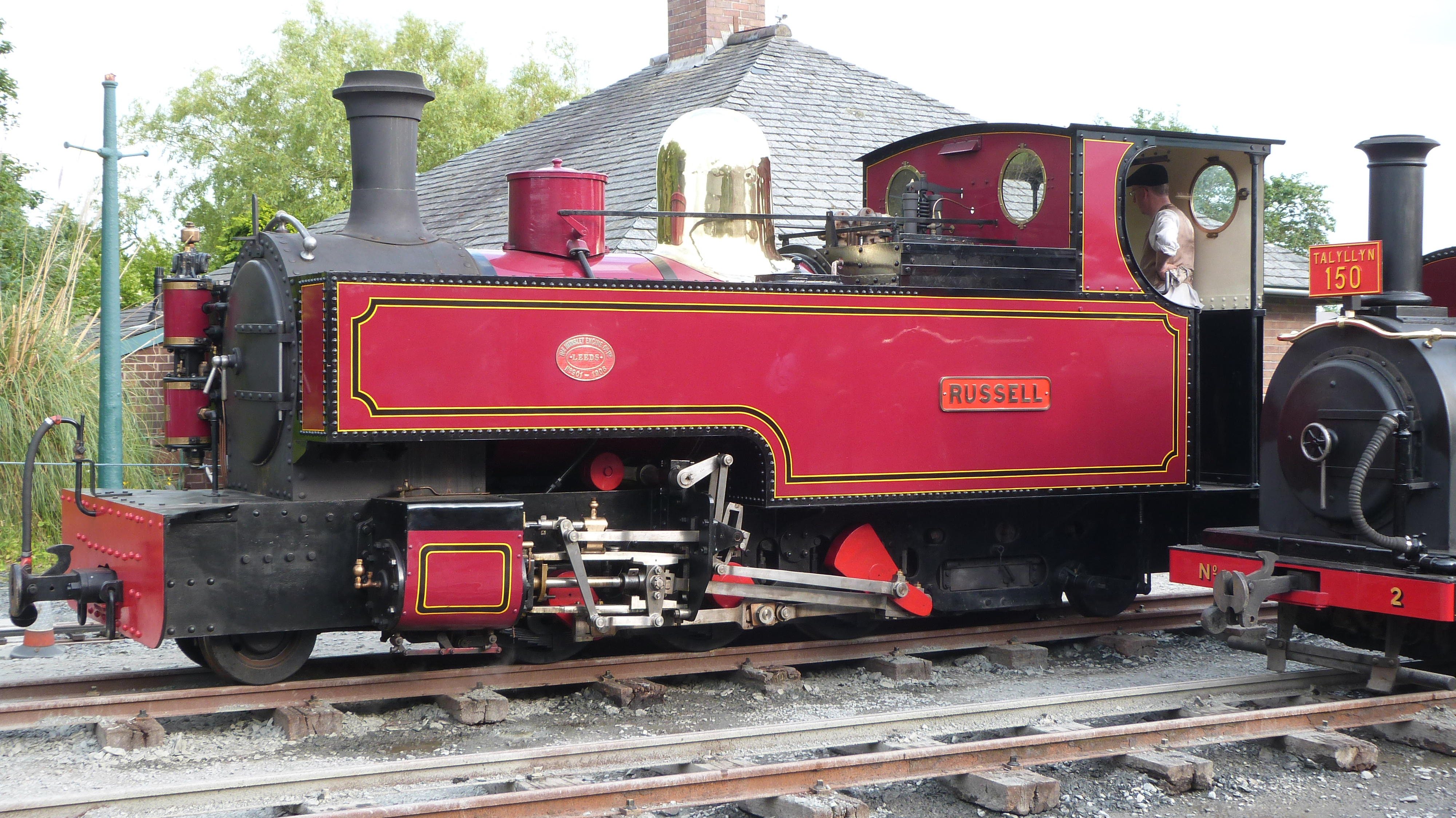
Letzte existierende Originallokomotive Russell
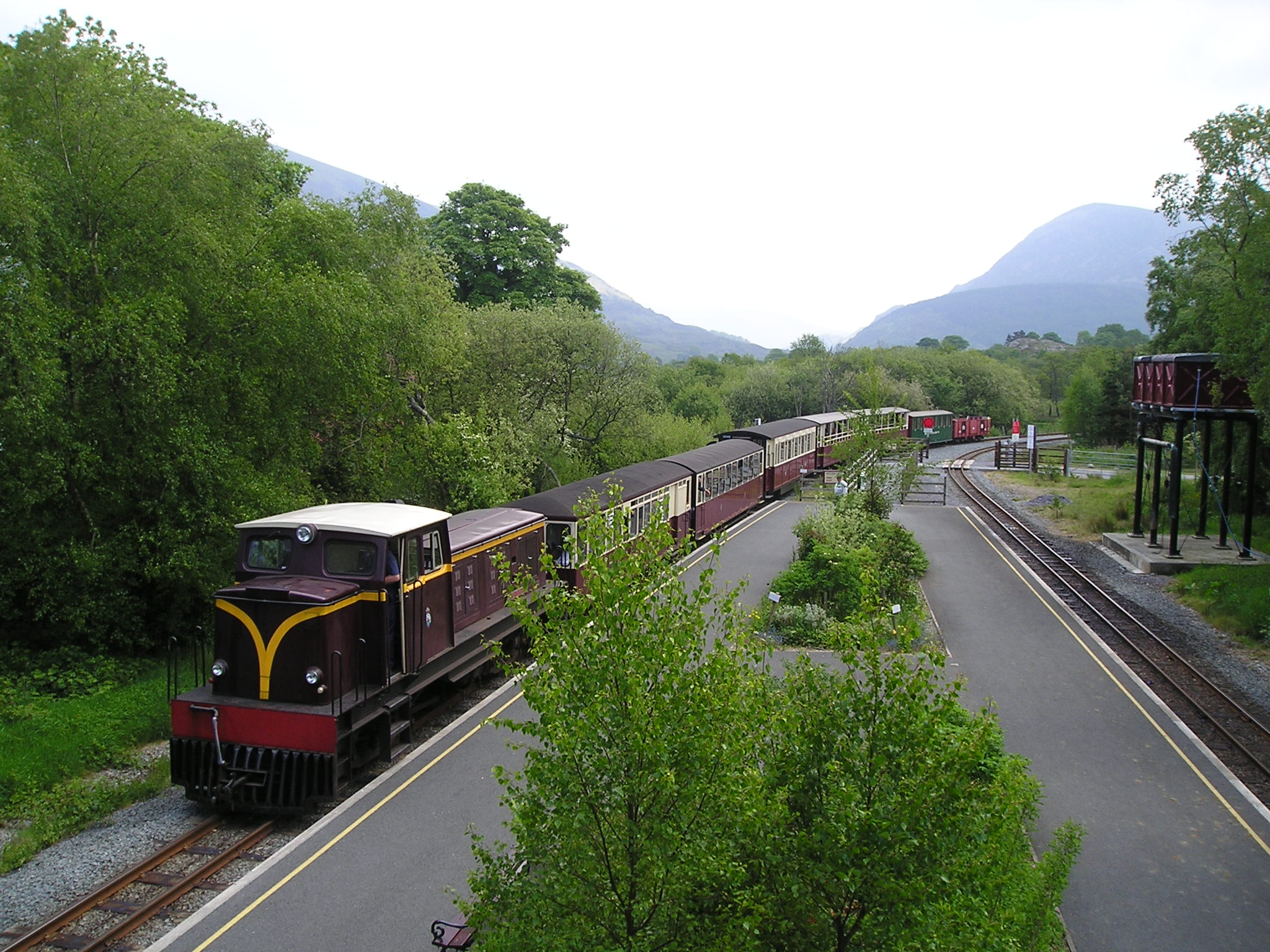
Zug mit Diesellokomotive Castell Caernarfon im Bahnhof Waunfawr

## Sonstiges
Beide Bahngesellschaften sind Mitglied der Great Little Trains of Wales.